# Бланчард (Пенсилванија)
Бланчард (енгл. Blanchard) насељено је место без административног статуса у америчкој савезној држави Пенсилванија.

## Демографија
По попису из 2010. године број становника је 740, што је 119 (19,2%) становника више него 2000. године.
| Група             | 2000.       | 2010.       |
| Белци             | 619 (99,7%) | 722 (97,6%) |
| Афроамериканци    | 0 (0,0%)    | 0 (0,0%)    |
| Азијати           | 0 (0,0%)    | 2 (0,3%)    |
| Хиспаноамериканци | 1 (0,2%)    | 3 (0,4%)    |
| Укупно            | 621         | 740         |